# Joseph Navlet
Joseph Navlet est un peintre français né à Châlons-sur-Marne le 11 février 1821 et mort à Paris le 16 avril 1889.

## Biographie
Joseph Navlet est le fils de Jean Baptiste Navlet, maître de dessin à l’École normale de Châlons, dont deux autres enfants embrassèrent la carrière artistique. Lui-même choisit la peinture comme son frère Victor Navlet (1819-1886), alors que son frère Gustave Navlet (1832-1915) devient sculpteur.
Élève d'Abel de Pujol aux Beaux-Arts de Paris, il se spécialise dans la peinture d'histoire et expose régulièrement au Salon à partir de 1848. Son talent semble cependant avoir été moins apprécié que celui de son aîné Victor. Très élogieux envers ce dernier, le critique d'art Edmond About exprima une appréciation plus réservée à l'égard des toiles exposées par Joseph à l'occasion du Salon de 1864 : « Il ne faut pas confondre M. Victor Navlet avec son homonyme, et, je crois, son parent, M. Joseph Navlet, qui habite la salle voisine […]. Ces deux talents, fort ingénieux selon moi, n'appartiennent ni à la même école, ni à la même famille. L'Arioviste et la Bataille de Voulon ne sont guère que des pochades violentes, tourmentées, sur lesquelles flotte dans la poussière un souvenir confus de la bataille des Cimbres. »

## Œuvres dans les collections publiques
États-Unis
- San Francisco, musée des Beaux-Arts : Le Roi entre à Paris, huile sur toile.

France
- Châlons-en-Champagne, musée des Beaux-Arts et d'Archéologie :
  - La Poétesse Sapho, 1855, huile sur toile ;
  - Pont de Marne 1814, huile sur toile ;
  - Le 14 juillet, huile sur toile.
- Clermont-Ferrand, musée d'Art Roger-Quilliot : Vercingétorix Gergovie, 1868, huile sur toile.
- Compiègne, palais de Compiègne :
  - La Fête au village, huile sur toile ;
  - Capture de Jeanne d'Arc sous les murs de Compiègne, 1869, huile sur toile.
- Lille, palais des Beaux-Arts : La Bataille de Tolbiac, huile sur toile.
- Paris, musée Carnavalet :
  - Alexandre Martin dit l'ouvrier Albert, 1860, huile sur toile ;
  - Prise de la Bastille, huile sur toile.
- Pontoise, musée Tavet-Delacour : Mort du Duc d'Enghien, huile sur toile.
- Varennes-en-Argonne, Musée d'Argonne : Le Retour de Louis XVI à Châlons, huile sur toile.
- Vizille, musée de la Révolution française :
  - Charlotte Corday achetant le couteau, huile sur toile ;
  - Adieu de Danton et de Desmoulins devant la guillotine le 5 avril 1794, huile sur toile.

## Expositions
Une exposition Joseph et Victor Navlet fut organisée au musée des Beaux-Arts et d'Archéologie de Châlons-en-Champagne du 18 septembre 2009 au 17 janvier 2010.